# Вундерлих, Фрида
Фрида Вундерлих (нем. Frieda Wunderlich; 8 ноября 1884, Берлин — 9 декабря 1965, Ист-Ориндж, шт. Нью-Джерси — немецкий и американский экономист.

## Биография
В 1919 году защитила докторскую диссертацию во Фрайбургском университете. С 1919 по 1933 гг. — профессор Высшей торговой школы в Берлине; преподавала также в берлинском Педагогическом институте. Регулярно публиковалась в журнале Soziale Praxis и была его главным редактором с 1923 по 1933 годы. Вундерлих также была главой «Общества социальных реформ» (нем. Gesellschaft für soziale Reform) в Германии и работала судьей в Верховном суде по национальному страхованию в 1924—1925 годах. Вундерлих также принимала активное участие в женском движении.
В 1933 году после прихода к власти в Германии нацистов эмигрировала в США. С этого времени и до 1954 года работала в Новой школе социальных исследований (Нью-Йорк); в феврале 1939 года стала главой (деканом) факультета политических и социальных наук этой школы, став, таким образом, первой женщиной-деканом в США.
Умерла 29 декабря 1965 года в доме своей сестры Евы, с которой она прожила последние годы своей жизни, в Ист-Ориндже, штат Нью-Джерси.

## Основные произведения
- «Философия капитализма» (Kapitalische Philosophie, 1916);
- «Труд детей, подростков и женщин» (Die Arbeit von Kindern, Jugendlichen und Frauen, 1926);
- «Экономическая этика евангелистов» (Evangelische Wirtschaftsethik, 1928);
- «Оборонная экономика Германии и загнивание капитализма» (Germany’s Defense Economy and the Decay of Capitalism, 1937).